# 3605 Дейві
3605 Дейві (3605 Davy) — астероїд головного поясу, відкритий 28 листопада 1932 року.
Тіссеранів параметр щодо Юпітера — 3,619.